# دایای
دایای (به لاتین: Dayi County) یک شهرستان در جمهوری خلق چین است که در چنگدو واقع شده‌است.

## خصوصیات
دایای ۱٬۳۲۷ کیلومترمربع مساحت و ۵۰۲٬۱۹۸ نفر جمعیت دارد.